# Uresiphita quinquigera
Uresiphita quinquigera là một loài bướm đêm trong họ Crambidae.